# 大怪獸的善後處理
《大怪獸的善後處理》是2022年日本特攝片，由三木聰編劇和執導，山田涼介主演。同時也是松竹和東映的第一部合拍作品。

## 故事大綱
一日，曾令日本全國感到恐懼的巨大怪獸在死亡後，從災難解脫的國民們頓時欣喜若狂，並為這具充滿各種可能性的屍體被命名為「希望」，然而隨著希望之屍慢慢膨脹，在面對前所未有的緊急事態下，甚至可能會發生一場巨大的爆炸。因此首相直屬特工·帶刀新太（山田涼介 飾）和他的前同事、現為環境大臣秘書的 雨音雪乃 （土屋太鳳飾）接受了這場「善後處理」的任務。

## 演員
- 帶刀新太：山田涼介[2]
- 雨音雪乃：土屋太鳳[2]
- 雨音正彥：濱田岳[3]
- 敷島征一郎：真島秀和[4]
- 蓮佛紗百合：布施繪理[4]
- 杉原公人：六角精兒[4]
- 竹中學：矢柴俊博[4]
- 川西紫：有薗芳記[4]
- 椚山貓：SUMIRE[4]
- 道尾創：笠兼三[4]
- 甘栗優子：MEGUMI[4]
- 五百藏睦道：岩松了[4]
- 中島隼：田中要次[4]
- 雪乃的媽媽：銀粉蝶[4]
- 中垣内渡：嶋田久作[4]
- 財前二郎：笹野高史[4]
- 真砂千：菊地凜子[5]
- 紗代子：二階堂富美[5]
- 武庫川電氣：染谷將太[5]
- 八見雲登：松重豐[5]
- BLUES／青島涼：小田切讓[3]
- 西大立目完：西田敏行[3]

## 製作人員
- 劇本、導演：三木聰
- 音樂：上野耕路
- 攝影：高田陽幸
- 剪輯：富永孝
- 美術：磯見俊裕
- 特攝監督：佛田洋
- 製片：須藤泰司、古久保宏子、中居雄太、山尾海彥
- 製片廠：東映東京攝影所
- 製作幹事、發行：東映、松竹
- 製作：「大怪獸的善後處理」製作委員會

## 評價
本片上映後口碑不佳，被網友批評為「令和時代的《惡魔人》」。

### 票房收入
《大怪獸的善後處理》在2022年2月5日至6日首周的周末電影排行榜中排名第三（88,000名觀眾，票房收入1.22億日元）。並在在2月12-13日週末電影排行榜第二週排名第7。

## 外部連結
- 官方网站（日語）
- 大怪獸的善後處理的X（前Twitter）（日語）
- 大怪獸的善後處理的Instagram帳戶（日語）
- 互联网电影数据库（IMDb）上《怪獸死了怎麽辦》的资料（英文）